# Chrysops sequax
Chrysops sequax är en tvåvingeart som beskrevs av Samuel Wendell Williston  1887. Chrysops sequax ingår i släktet Chrysops och familjen bromsar. Inga underarter finns listade i Catalogue of Life.